# Gonodonta distincta
Gonodonta distincta är en fjärilsart som beskrevs av Todd 1959. Gonodonta distincta ingår i släktet Gonodonta och familjen nattflyn. Inga underarter finns listade i Catalogue of Life.